# One Piece (фільм)
One Piece (також відомий як One Piece: The Movie) — аніме-фільм 2000 року, режисером якого є Джюнджі Шімідзу, а продюсером — Toei Animation. Це перший фільм, заснований на однойменній манзі, і єдиний фільм у серії, де використана целофілова анімація. Спочатку він був випущений 4 березня 2000 року компанією Toei в рамках весняного аніме-фестивалю Toei 2000 року, разом із фільмом Digimon Adventure: Our War Game!. Події фільму відбуваються протягом першого сезону One Piece, як першої сюжетної саги Іст-Блю.

## Сюжет
В морі Іст-Блю пірат Ель Драго та його команда шукають скарб, залишений легендарним Великим Золотим Піратом Уноном, який, як кажуть, є горою золота. Ель Драго врешті знаходить карту скарбу Унона, вбивши колишніх членів екіпажу Унона. Під час подорожі до скарбу люди Еля Драго грабують піратів Солом'яного капелюха, які залишилися без їжі і знаходяться на межі голодної смерті. Луффі атакує їх і випадково розбиває їхній маленький човен в процесі.
Ель Драго відповідає, використовуючи сили свого диявольського плоду Крик-Крик, випускаючи потужну ударну хвилю, яка повністю знищує маленький човен і відкидає Гоїнг Меррі далеко від них. Зоро пірнає у море, щоб врятувати Луффі, тим самим розділяючи їх з іншими піратами Солом'яного капелюха, і знаходить Тобіо, маленького хлопця, якого змусили працювати на Еля Драго. Відчувши запах їжі, Луффі, Зоро і Тобіо використовують уламки човна, щоб дістатися до плаваючої крамниці з оденом, якою керує дідусь Тобіо, Гандзо.
Не маючи грошей, Луффі та Зоро втекли, не заплативши за їжу, і Гандзо прикує їх ланцюгами. Ель Драго та його команда висаджуються на острів Унона, де зустрічають Усоппа. Усопп вмовляє Еля Драго не вбивати його, кажучи, що він професійний шукач скарбів і близький друг Унона, і починає водити його островом без жодної мети.
Тим часом Луффі та Зоро, все ще прикути ланцюгами, женуться за капелюхом Луффі, який віднесло вітром на острів. Тобіо слідує за ними, і група заблукала. Намі знаходить команду Унона, а Усопп бреше про місцезнаходження золота, наказуючи людям Еля Драго копати в випадковому місці три дні. Однак Ель Драго вирішує використати сили свого диявольського плоду, і Луффі, Зоро та Тобіо йдуть за звуком. Тобіо намагається атакувати Еля Драго, але його напад блокує Зоро.
Бій Зоро та Еля Драго переривається, коли нога Луффі застрягає у камені, і це відкидає їх обох через весь острів. Усопп і Намі використовують цю затримку, щоб втекти, і зустрітися з Луффі та Зоро. Розгадуючи загадку на карті Унона, Солом'яні капелюхи та Тобіо знаходять печеру, де поховане золото Унона, і виявляють, що Гандзо вже там. Гандзо розповідає, що він і Унон були друзями дитинства, і що в дитячі роки вони посварилися через різні погляди на свої мрії.
Під час цієї бійки двоє впали з обриву на розхитану гілку, і Гандзо дозволив собі впасти, щоб врятувати Унона. Невідомо Унону, що Гандзо врятувався завдяки випадковому проходу човна, але коли Гандзо прийшов до тями, Унон уже вирушив в море. Група знаходить старий будинок, де сховане золото, але Ель Драго наздоганяє їх і вступає в бій з Луффі та Зоро. Ель Драго зазнає поразки, а в таємній кімнаті група знаходить скелет Унона та послання, залишене для Гандзо.
Перед своєю смертю Унон усвідомив, що його скарб не може зробити його щасливим, і повернув усе золото, яке він вкрадав, залишивши тільки свій скелет і прапор, який він показав Гандзо перед їхньою бійкою. Гандзо вирішує побудувати могилу для Унона і продовжити керувати своєю крамницею оден, а Намі вдається вкрасти скарб Еля Драго. Гандзо відмовляється прийняти гроші за оден, щоб команда Солом'яного капелюха залишалася йому зобов'язаною і знову приїхала до нього. Коли пірати вирушають у подорож, Тобіо коментує, що Луффі справді стане Королем піратів одного дня.

## Сприйняття
Весняний аніме-фестиваль Toei 2000 року відкрився на другій позиції в японському кінопрокаті. У другому тижні подвійний показ опустився на третє місце, але вже в третьому та четвертому тижнях піднявся на першу позицію. Загалом фільм заробив 2,16 мільярда єн в японському прокаті.
Випуск фільму у Великій Британії отримав змішані відгуки від критиків. Джітендар Кант з MyReviewer.com описав фільм як «такий, що виглядає як розширена серія», яка не має масштабних візуальних ефектів і сюжетів пізніших фільмів One Piece, а також має передбачувану історію. Однак Кант все ж рекомендував фільм через його швидкий ритм і комедійний тон, оцінюючи його на 7/10. Енді Хенлі з UK Anime Network припустив, що фільм міг би бути ефективнішим як «епізод чи два телевізійного шоу, а не короткометражний фільм» і критикував ритм фільму за те, що «це зайняло трохи забагато часу, щоб дійти до ключових моментів». Люк Болдок з The Hollywood News зауважив, що «анімація виглядає не так добре, як в серіалі», але залишився задоволений гумором і екшеном фільму.